# ارگن‌لی (دینار)
ارگن‌لی (به ترکی استانبولی: Ergenli) یک منطقهٔ مسکونی در ترکیه است که در دینار (شهر) واقع شده‌است.